# Australachalcus pseudorobustus
Australachalcus pseudorobustus är en tvåvingeart som beskrevs av Marc Pollet 2005. Australachalcus pseudorobustus ingår i släktet Australachalcus och familjen styltflugor. Inga underarter finns listade i Catalogue of Life.